# Louis Bodez
Louis Bodez, né le 24 avril 1938 à Saint-Brieuc et mort le 22 septembre 1995 à Rennes,  est un footballeur français. Il évoluait au poste d'attaquant.

## Biographie
Avec le club du Stade rennais, il dispute onze matchs en Division 1, inscrivant un but. Il inscrit son seul but en Division 1 le 21 août 1960, lors de la réception du Toulouse Football Club (victoire 3-2).